# Centro cultural Itchimbía

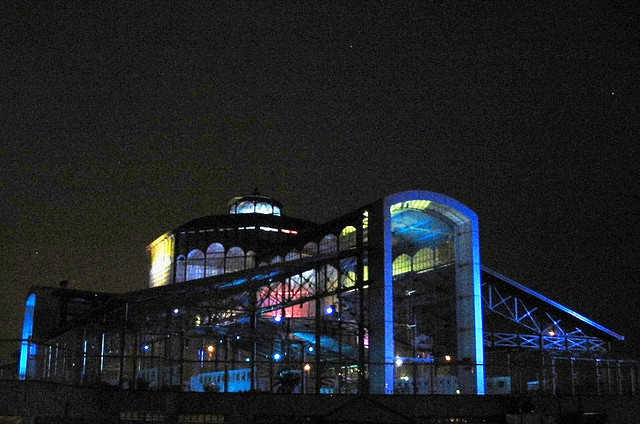
El Palacio de Cristal en la noche.

Centro Cultural Itchimbía (Palacio de Cristal, Palacio de Itchimbía). Edificio de acero y cristal de la ciudad de Quito D.M., Ecuador. Se ubica en la cima de la colina homónima como parte del complejo recreacional llamado Parque Itchimbía y es destinado para exposiciones y eventos culturales de la ciudad. En poco tiempo se ha convertido en uno de los mayores íconos de la ciudad, cuyos habitantes lo han bautizado como Palacio de Cristal. Está administrado por el Centro Cultural Metropolitano.

## Antecedentes
Con sus 2.910 m s. n. m., la colina de Itchimbía fue en la época aborigen un lugar de asentamiento de continuos grupos humanos, y durante la época de las ocupaciones quitu e inca se dedicó este espacio para la adoración de los Dioses, con énfasis en Inti. Ya durante la época colonial, la colina fue una de las barreras naturales de la ciudad española de Quito durante varios siglos, en los que el lugar era usado como sitio de caza y de entrenamiento militar.
En la década de 1920 del siglo XX, el historiador y arqueólogo Jacinto Jijón y Caamaño, conde de Casa Jijón, descubrió en la colina una tumba preincaica con un rico ajuar funerario que incluía una máscara de oro y narigueras. En 1997, durante los trabajos de adecuación del terreno para convertirlo en parque, el FONSAL halló en el extremo nororiental varias ofrendas con origen en el período de integración, confirmando los estudios realizados por Jijón.

## Historia
Dentro del proyecto de recuperación global del Centro Histórico, emprendido por la alcaldía de Quito en 1997, se decidió intervenir los terrenos de la cima del Itchimbía para convertirlo en un parque lúdico, turístico y ambiental. Tras la expropiación de algunas propiedades y el desalojo de una pequeña invasión ilegal, se cerró el área del parque para prevenir futuras acciones similares y los trabajos empezaron. Se transformó las 54 hectáreas en un centro recreativo respetando las especies tanto de flora como de fauna que habitan en el lugar y que son consideradas nativas de la ciudad.
El cabildo decidió además restaurar el edificio del Mercado de Santa Clara y convertirlo en un Centro Cultural que fue trasladado, pieza por pieza, al parque en la colina. Finalmente el lugar abrió sus puertas al público en el 31 de julio de 2004, con la exposición arqueológica del "Señor de Sipán"

## El Palacio de Cristal

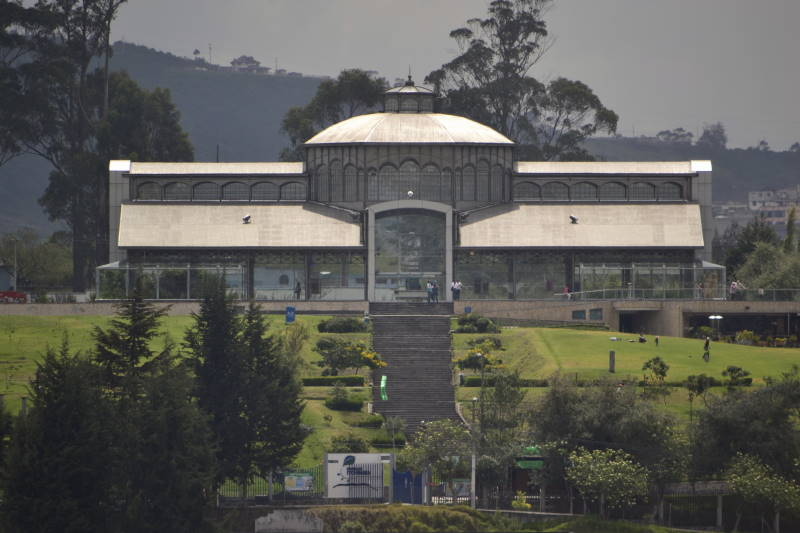
Fachada del Palacio

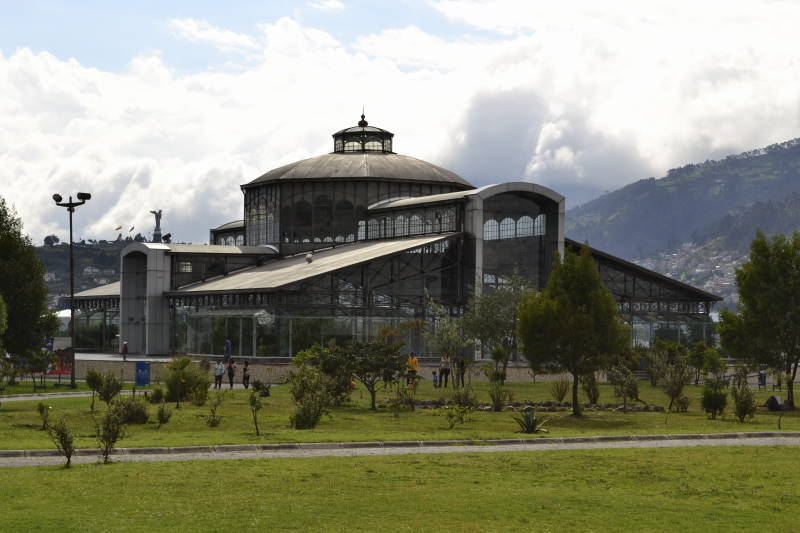
Fachada lateral

La estructura de hierro y zinc fue importada originalmente de Hamburgo, en Alemania, durante el gobierno del Gral. Eloy Alfaro en 1899. Por su increíble similitud con el famoso mercado de Las Halles, en París, fue destinado al mismo propósito y se convirtió en el Mercado de Santa Clara (1920), ubicado en una pequeña plaza frente al monasterio del mismo nombre, entre las calles Benalcázar, Cuenca y Rocafuerte.
La armadura de hierro está compuesta por un cuerpo central que sostiene una cúpula de verticilos, de la que parten dos bóvedas de arcos rebajados, formando una cruz latina cuyas paredes están recubiertas totalmente por vidrio de alta resistencia, que permite al lugar una gran iluminación sin necesidad del uso de electricidad durante el día. Fue meticulosamente restaurada y reforzada por los expertos del Fondo de Salvamento (FONSAL) del Municipio de Quito antes de ser trasladada a su lugar final (Parque Itchimbia en el 2004), sobre una plaza de granito dispuesta especialmente para el efecto.
Bajo el edificio principal, de 1.300 m², se encuentran varios salones y servicios que complementan sus funciones como espacio cultural, tal como salas de conferencias, salones de eventos, baños y cocina. Cuenta además con dos restaurantes desde los que se tiene una vista impresionante del Centro Histórico de la ciudad.

## Eventos

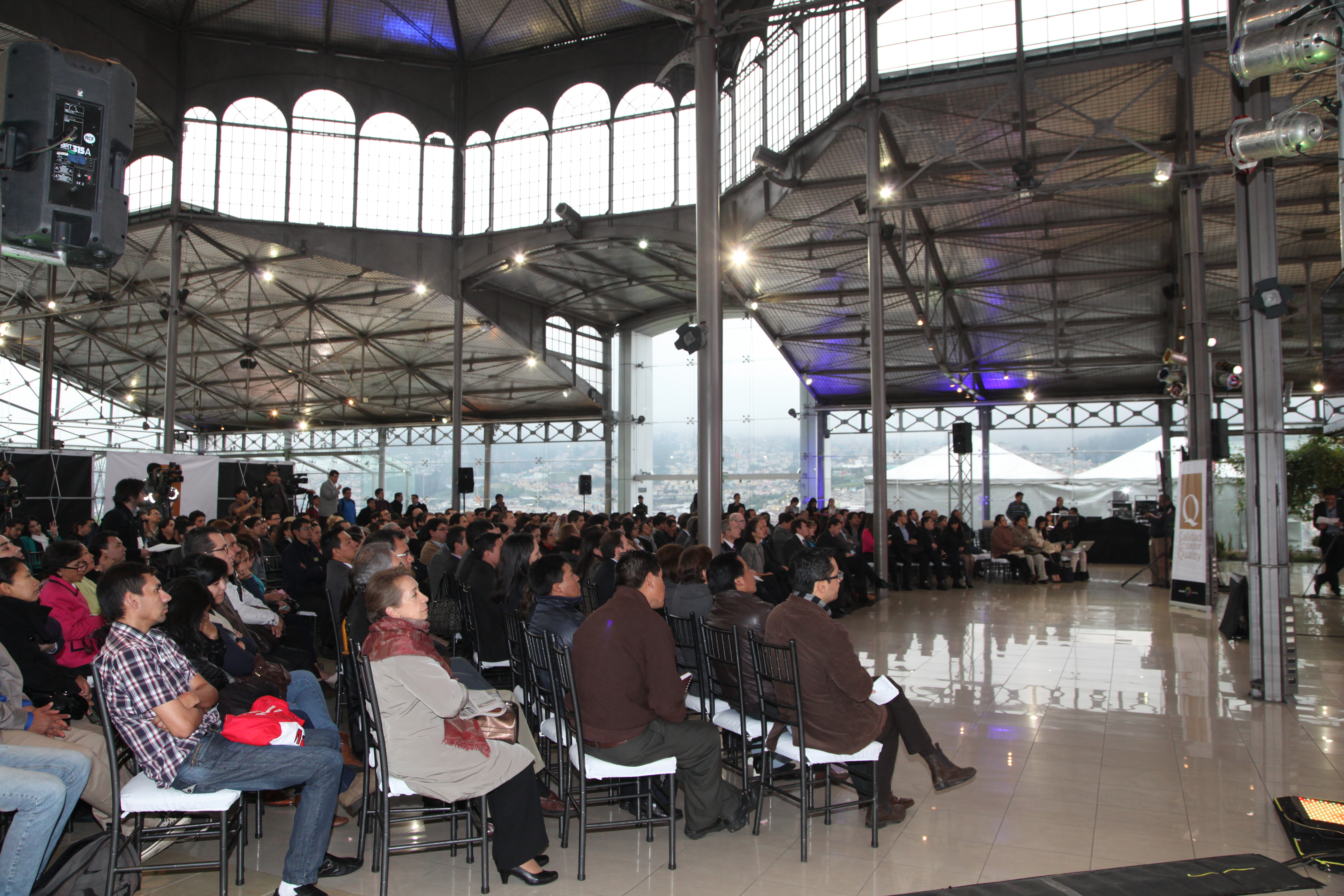
Interior del Palacio de Cristal.

Desde su inauguración el lugar es administrado por el Centro Cultural Metropolitano, entidad adscrita a la Secretaría de Cultura del Municipio de Quito. Su primera gran exposición correspondió a la exposición arqueológica itinerante más importante de la región, la del Señor de Sipán.
El lugar ha servido además como encuentros literarios y para exposiciones públicas de artistas plásticos de renombre. En 2008 fue además la sede del informe presidencial de Rafael Correa al Congreso Nacional, cuyas instalaciones no podían ser usadas por encontrarse en remodelación tras el incendio sufrido dos años antes.
El edificio del Palacio de Cristal ha servido además como marco para varias presentaciones musicales celebradas en la explanada ubicada frente al edificio. El festival anual Quito Fest es el más importante de estos, y se realiza allí desde 2005, seguido por el de Rock en el Itchimbía.